# MetaTexis
MetaTexis — система автоматизированного перевода, разработанная в 2002 году немецкой компанией MetaTexis Software and Services.

## Компания
Компания MetaTexis Software and Services учреждена в Трире (Германия).

## История
Первая версия MetaTexis for Word была выпущена в июле 2002 года. С самого начала в программе использовалась технология модулей расширения COM-add-in для текстового редактора MS Word. Программа постоянно расширялась и улучшалась со временем. В сентябре 2010 года вышла версия 3 MetaTexis for Word. В настоящее время (июнь 2015) последней выпущенной разработчиком версией является 3.205.
В 2006 году появилась первая версия программного обеспечения MetaTexis Server. Программа постоянно расширялась и улучшалась со временем. В октябре 2010 года вышла версия 3 MetaTexis Server.

## Принцип работы
Концепция памяти переводов (Translation Memory) предполагает выявление в переводимом тексте фрагментов, переводы которых уже имеются в базе данных переводов, и за счет этого сокращение объёма работы переводчика. Фрагменты, оставшиеся непереведёнными, передаются дальше для ручной обработки переводчику или системе машинного перевода (Machine Translation, MT). Переводчик на этом этапе может выделить вновь переведённые фрагменты и занести новые пары параллельных текстов на двух языках в базу данных. Такая схема наилучшим образом работает в случае однотипных текстов, где повторяемость словосочетаний достаточно высока, то есть в случае разного рода инструкций для пользователей, технических описаний и т. п.

## Продукты

### MetaTexis for Word
MetaTexis for Word представляет собой так называемый модуль расширения (COM-add-in), которые работает в текстовом редакторе Microsoft Word под Windows. Доступ к функциям обеспечивается через меню и панель инструментов, а также через панель ribbon в самом редакторе Microsoft Word. Документ, переведённый в MetaTexis for Word, преобразуется в двуязычный документ (содержащий как исходный текст, так и текст перевода). Текст сегментируется, после чего сегменты поочерёдно предлагаются переводчику. Когда перевод закончен, с помощью процесса очистки создаётся окончательный, переведённый документ. Схема работы аналогична старым версиям Традоса (Trados) или Вордфаста (Wordfast Classic).

### MetaTexis Server
MetaTexis Server — серверная программа, дающая возможность доступа к центральным памятям переводов и глоссариям клиентским программам, работающим на компьютерах, подключённых к серверу через локальную сеть или интернет. Благодаря этому двое и более переводчиков могут в ходе перевода пользоваться одними и теми же памятями переводов и одними и теми же глоссариями.

## Поддерживаемые форматы исходных документов
MetaTexis for Word может работать со следующими форматами файлов: любой тип файлов, поддерживаемый Microsoft Word, файлы простого текстового формата, документы Word (DOC/DOCX), Microsoft Excel (XLS/XLSX), PowerPoint (PPT/PPTX), Rich Text Format (RTF), HTML, XML, документы TRADOS Word, TRADOS TagEditor (TTX), TRADOS Studio (SDLXLIFF), Manual Maker, ряд иных форматов.

## Поддерживаемые форматы переводческой памяти и глоссариев
Для хранения и управления данными памяти переводов и глоссариев MetaTexis может использовать пять профессиональных движков базы данных.
В продуктах «МетаТексиса» имеется функция импорта и экспорта ряда типов файлов для обмена данными, в частности поддерживается формат TMX для обмена памятью переводов с другими системами переводческой памяти, а также формат TBX для обмена терминологией с другими системами автоматизированного перевода.
Программа также поддерживает множество памятей переводов и глоссариев, размер которых ограничен только используемым движком базы данных, возможностями по хранению баз данных и вычислительной мощностью системы, на которой установлено это программное обеспечение.
MetaTexis for Word имеет доступ в MetaTexis Server и в другие находящиеся на сервере памяти переводов, при этом MetaTexis может извлекать данные из сервисов машинного перевода, которые доступны в интернете (включая Google Переводчик и Microsoft Translator).